# 華城市

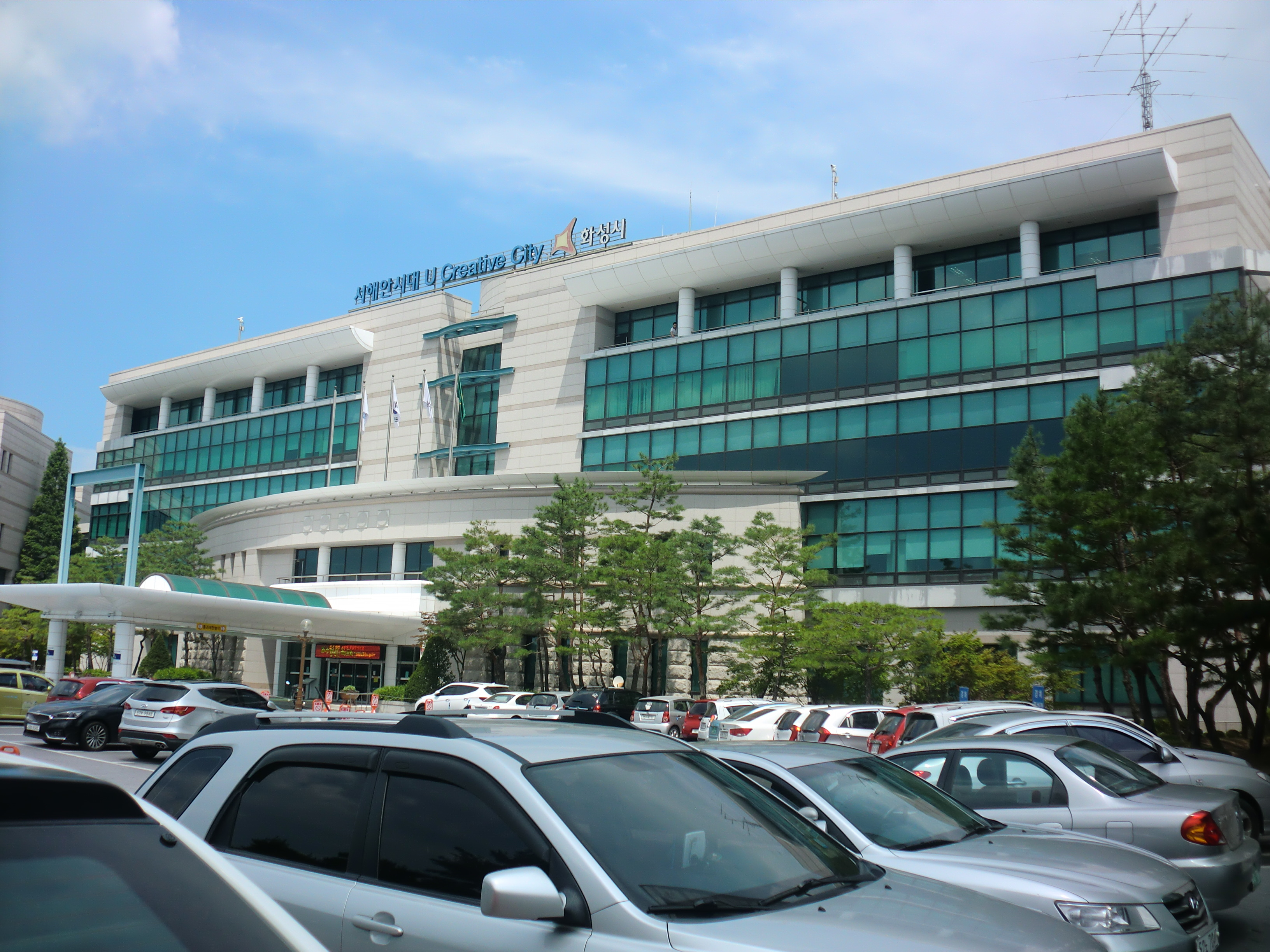
華城市庁

華城市（ファソンし）は、大韓民国京畿道の南西部、ソウル特別市に隣接する都市である。2025年1月1日より人口100万人以上の特例市となる。

## 概要
ソウル特別市から南へ30 - 65kmに位置する。後述する沿革の通り、市域はもともと水原郡であった地域から、水原市をはじめ、都市化の進んだ烏山市などに分離されていき、最後まで残った地域が昇格して成立したものである。このため明確な市の中心地は存在せず、鉄道でのアクセスも悪く、市域の駅は水仁線の休止以降長らく京釜線餅店駅のみ（それも1990年 - 2003年までは休止していた）だったが、2016年に水西平沢高速線の開通により東灘駅が開業し、また2020年に再開業した水仁線で野牧駅と漁川駅が復活、近年では地下鉄駅設置の計画もなされ、副都心として人気が急上昇している。市庁は市域のほぼ中央にある南陽邑にあるが、人口は京釜線に近い東部に集中している。人口増加が著しく、2007年2月から2012年2月までの間に62%増加しており、中でも郷南邑と東灘洞は5年で人口が2倍以上となっている。特に東灘洞（東灘新都心）は近年、都市計画により利便性の高い街が整備され、高級住宅地として発展している。また市の外国人人口は5%ほどであるが、八灘面と楊甘面は34%と非常に高い。その反面、農地面積も271平方キロメートルと市域の40%近くを占め、農業地帯も多く残っている。なお、人口が100万を突破する直前の2023年4月26日、市長は一般区を4つ設置する行政区画改編を推進すると発表した。
なお、世界遺産である水原華城は華城市ではなく、隣接する水原市に所在する。

## 沿革
- 1914年4月1日 - 郡面統合により、水原郡の一部、南陽郡の大部分（霊興面・大阜面を除く）、広州郡の儀谷面・旺倫面、安山郡の月谷面・北方面・声串面を水原郡として編成。水原郡に以下の面が成立。[4]（21面）
  - 水原面・日荊面・台章面・安龍面・梅松面・峰潭面・飛鳳面・八灘面・郷南面・正南面・城湖面・東灘面・陰徳面・麻道面・松山面・西新面・雨汀面・長安面・楊甘面・儀旺面・半月面

| 改編前 | 改編前                         | 改編後 (水原郡) | 改編後 (水原郡) |
| ------ | ------------------------------ | --------------- | --------------- |
| 水原郡 | 南部面、北部面                 | 水原郡          | 水原面          |
| 水原郡 | 日用面、荊石面                 | 水原郡          | 日荊面          |
| 水原郡 | 台村面、章洲面                 | 水原郡          | 台章面          |
| 水原郡 | 安寧面、龍伏面                 | 水原郡          | 安龍面          |
| 水原郡 | 東北面、漁灘面                 | 水原郡          | 東灘面          |
| 水原郡 | 文市面、山城面、晴湖面、楚坪面 | 水原郡          | 城湖面          |
| 水原郡 | 梅谷面、松洞面                 | 水原郡          | 梅松面          |
| 水原郡 | 三峰面、葛潭面                 | 水原郡          | 峰潭面          |
| 水原郡 | 南谷面、正林面                 | 水原郡          | 正南面          |
| 水原郡 | 床笏面、楊澗面、甘味面         | 水原郡          | 楊甘面          |
| 水原郡 | 南面、貢郷面                   | 水原郡          | 郷南面          |
| 南陽郡 | 分郷面                         | 水原郡          | 郷南面          |
| 南陽郡 | 陰徳里面、禾尺只面、屯只串面   | 水原郡          | 陰徳面          |
| 南陽郡 | 松山面、水山面、細串面         | 水原郡          | 松山面          |
| 南陽郡 | 新里面、西如堤面               | 水原郡          | 西新面          |
| 南陽郡 | 麻道面、双守里面               | 水原郡          | 麻道面          |
| 南陽郡 | 旀知串面、楮八里面             | 水原郡          | 飛鳳面          |
| 南陽郡 | 八灘面                         | 水原郡          | 八灘面          |
| 南陽郡 | 雨井面、鴨汀面                 | 水原郡          | 雨汀面          |
| 南陽郡 | 長安面、楚長面                 | 水原郡          | 長安面          |
| 広州郡 | 儀谷面、旺倫面                 | 水原郡          | 儀旺面          |
| 安山郡 | 月谷面、北方面、声串面         | 水原郡          | 半月面          |

| 1914年 | 1914年 | 現在          | 現在 |
| 面     | 里 | 区・邑・面    | 洞・里 |
| ------ | --- | ------------- | --- |
| 水原面 | 남창리 일부, 남창리 일부, 남수리 일부, 남수리 일부, 남수리 일부, 산루리 일부, 산루리 일부, 산루리 일부, 산루리 일부, 산루리 일부, 산루리 일부, 매산리, 북수리, 신풍리 일부, 신풍리 일부 | 水原市 八達区 | 남창동, 팔달로 일부, 남수동, 매향동, 팔달로 일부, 교동, 매교동, 중동, 구천동, 영동, 팔달로 일부, 매산로, 북수동, 신풍동, 장안동                              |
| 日荊面 | 고등리, 동리 | 水原市 八達区 | 고등동, 화서동 |
| 日荊面 | 芭長里、梨木里、栗田里、泉川里、亭子里、迎華里、松竹里、棗園里、紙所里、上光教里、下光敎里                                                                                              | 水原市 長安区 | 芭長洞、梨木洞、栗田洞、泉川洞、亭子洞、迎華洞、松竹洞、棗園洞、錬武洞、上光教洞、下光敎洞                                                                   |
| 日荊面 | 구운리, 탑리, 서둔리 | 水原市 勧善区 | 구운동, 탑동, 서둔동 |
| 台章面 | 권선리 | 水原市 勧善区 | 권선동 |
| 台章面 | 지리, 인계리 일부, 인계리 일부 | 水原市 八達区 | 지동, 인계동, 우만동 |
| 台章面 | 신리, 영통리, 매탄리, 원천리, 망포리 | 水原市 霊通区 | 신동, 영통동, 매탄동, 원천동, 망포동 |
| 台章面 | 반월리, 능리, 병점리, 진안리, 기산리 | 華城市        | 반월동, 능동, 병점동, 진안동, 기산동 |
| 安龍面 | 배양리, 안녕리, 송산리, 황계리, 반정리, 기안리 | 華城市        | 배양동, 안녕동, 송산동, 황계동, 반정동, 기안동 |
| 安龍面 | 평리 일부, 평리 일부, 세리, 장지리, 대황교리, 곡반정리, 고색리, 오목천리 | 水原市 勧善区 | 평동, 평리동, 세류동, 장지동, 대황교동, 곡반정동, 고색동, 오목천동                                                                                           |
| 梅松面 | 好梅実里、金谷里 | 水原市 勧善区 | 好梅実洞、金谷洞 |
| 梅松面 | 泉川里、院坪里、漁川里、粛谷里、野牧里、松蘿里、院里 | 華城市 梅松面 | 泉川里、院坪里、漁川里、粛谷里、野牧里、松蘿里、院里 |
| 峰潭面 | 上里、内里、水営里、洞化里、臥牛里、水機里、汾川里、旺林里、細谷里、堂下里、馬霞里、柳里、徳里、徳佑里、下加等里                                                                        | 華城市 峰潭邑 | 上里、内里、水営里、洞化里、臥牛里、水機里、汾川里、旺林里、細谷里、堂下里、馬霞里、柳里、徳里、徳佑里、下加等里                                             |
| 飛鳳面 | 上箕里 | 華城市 峰潭邑 | 上箕里 |
| 飛鳳面 | 両老里、南田里、柳浦里、三花里、鳩浦里、双鶴里、青蓼里、紫安里 | 華城市 飛鳳面 | 両老里、南田里、柳浦里、三花里、鳩浦里、双鶴里、青蓼里、紫安里                                                                                               |
| 八灘面 | 下楮里、昌谷里、箕川里、佳才里、旧場里、栗岩里、路下里、徳右里、芝月里の一部、徳隅里、鋤斤里、月門里、花塘里、古州里、梅谷里、海倉里                                                    | 華城市 八灘面 | 下楮里、昌谷里、箕川里、佳才里、旧場里、栗岩里、路下里、徳右里、芝月里、徳泉里、鋤斤里、月門里、花塘里、古州里、梅谷里、海倉里                               |
| 八灘面 | 芝月里の一部 | 華城市 郷南邑 | 長朕里 |
| 鄕南面 | 坪里、発安里、提岩里、上新里、求文川里、下吉里、禾里峴里、上斗里、白土里、吉城里、料里、水直里、葛川里、増巨里、松谷里、東梧里、官里、桃李里、杏亭里、防築里                            | 華城市 郷南邑 | 坪里、発安里、提岩里、上新里、求文川里、下吉里、禾里峴里、上斗里、白土里、吉城里、料里、水直里、葛川里、増巨里、松谷里、東梧里、官里、桃李里、杏亭里、防築里 |
| 正南面 | 鉢山里、掛嚢里、普通里、官項里、五逸里、栢里、文学里、新里、桂香里、帰来里、諸岐里、徳節里、陰陽里、望月里、水面里、内里、金福里、古支里、龍水里                                        | 華城市 正南面 | 鉢山里、掛嚢里、普通里、官項里、五逸里、栢里、文学里、新里、桂香里、帰来里、諸岐里、徳節里、陰陽里、望月里、水面里、内里、金福里、古支里、龍水里             |
| 城湖面 | 烏山里、釜山里、青鶴里、佳長里、楼邑里、佳水里、闕里、錦岩里、水清里、内三美里、外三美里、陽山里、細橋里、紙串里、西廊里、西里、伐音里、斗谷里、塔里、園里                              | 烏山市        | 烏山洞、釜山洞、青鶴洞、佳長洞、楼邑洞、佳水洞、闕洞、錦岩洞、水清洞、内三美洞、外三美洞、陽山洞、細橋洞、紙串洞、西廊洞、西洞、伐音洞、斗谷洞、塔洞、園洞   |
| 東灘面 | 金谷里の一部 | 烏山市        | 銀渓洞 |
| 東灘面 | 中里、新里、睦里、山尺里、長芝里、松里、防橋里、石隅里、盤松里、梧山里、清渓里、英川里、金谷里の一部                                                                                    | 華城市        | 中洞、新洞、睦洞、山尺洞、長芝洞、松洞、防橋洞、石隅洞、盤松洞、梧山洞、清渓洞、英川洞、金谷洞                                                               |
| 陰徳面 | 南陽里、新南里、長徳里、安石里、活草里、温石里、茂松里、北陽里、松林里、水花里、獐田里、新外里、文湖里、匙里、遠泉里                                                                    | 華城市 南陽邑 | 南陽里、新南里、長徳里、安石里、活草里、温石里、茂松里、北陽里、松林里、水花里、獐田里、新外里、文湖里、匙里、遠泉里                                         |
| 麻道面 | 石橋里、斗谷里、松亭里、双松里、青園里、瑟項里、海門里、白谷里、錦堂里、古母里 | 華城市 麻道面 | 石橋里、斗谷里、松亭里、双松里、青園里、瑟項里、海門里、白谷里、錦堂里、古母里                                                                               |
| 松山面 | 沙江里、鳳歌里、三尊里、龍浦里、古井里、双井里、天灯里、新天里、禿旨里、馬山里、古浦里、芝花里、中松里、六一里                                                                          | 華城市 松山面 | 沙江里、鳳歌里、三尊里、龍浦里、古井里、双井里、天灯里、新天里、禿旨里、馬山里、古浦里、芝花里、中松里、六一里                                               |
| 西新面 | 漆谷里 | 華城市 松山面 | 漆谷里 |
| 西新面 | 前谷里、尚安里、広坪里、檣外里、松橋里、済扶里、弘法里、仕串里、梅花里、龍頭里、宮坪里、百味里                                                                                          | 華城市 西新面 | 前谷里、尚安里、広坪里、檣外里、松橋里、済扶里、弘法里、仕串里、梅花里、龍頭里、宮坪里、百味里                                                               |
| 雨汀面 | 元安里、虎谷里、雲坪里、閑角里、覓祐里、花樹里、珠谷里、梨花里、石川里、梅香里、花山里、朝岩里、菊花里                                                                                  | 華城市 雨汀邑 | 元安里、虎谷里、雲坪里、閑角里、覓祐里、花樹里、珠谷里、梨花里、石川里、梅香里、花山里、朝岩里、菊花里                                                       |
| 長安面 | 漁隠里、石浦里、水村里、独亭里、長安里、徳多里、沙浪里、錦衣里、沙谷里、芦真里 | 華城市 長安面 | 漁隠里、石浦里、水村里、独亭里、長安里、徳多里、沙浪里、錦衣里、沙谷里、芦真里                                                                               |
| 楊甘面 | 新旺里、社倉里、旌門里、松山里、龍沼里、蓼塘里、大陽里 | 華城市 楊甘面 | 新旺里、社倉里、旌門里、松山里、龍沼里、蓼塘里、大陽里 |
| 楊甘面 | 古念里 | 平沢市 青北邑 | 古念里 |
| 儀旺面 | 古川里、旺谷里、五全里、内蓀里、浦一里、二里、三里、鶴儀里、清渓里 | 義王市        | 古川洞、旺谷洞、五全洞、内蓀洞、浦一洞、二洞、三洞、鶴儀洞、清渓洞                                                                                           |
| 半月面 | 月岩里、草坪里 | 義王市        | 月岩洞、草坪洞 |
| 半月面 | 笠北里、棠樹里 | 水原市 勧善区 | 笠北洞、棠樹洞 |
| 半月面 | 一里、二里、四里、本五里、八谷二里、八谷一里、乾々里、沙士里 | 安山市 常緑区 | 一洞、二洞、四洞、本五洞、八谷二洞、八谷一洞、乾々洞、沙士洞                                                                                                 |
| 半月面 | 屯垈里、速達里、大夜味里、渡馬橋里 | 軍浦市        | 屯垈洞、速達洞、大夜味洞、渡馬橋洞 |

- 1931年4月1日 - 水原面が水原邑に昇格。[6]（1邑20面）
- 1936年10月1日 （1邑19面）[7]
  - 日荊面・台章面・安龍面の各一部が水原邑に編入。
  - 儀旺面および日荊面の残部をもって日旺面を設置。
- 1941年10月1日 - 城湖面が烏山面に改称。（1邑19面）
- 1949年
  - 8月14日（19面）[8]
    - 水原邑が水原府に昇格・分離。
    - 水原郡が華城郡に改称。

  - 8月15日 - 陰徳面が南陽面に改称。[9]（19面）
- 1960年1月1日 - 烏山面が烏山邑に昇格。[10]（1邑18面）
- 1963年1月1日（1邑16面）[11]
  - 安龍面・台章面・日旺面のそれぞれ一部が水原市に編入。
  - 日旺面が始興郡に移管。
  - 安龍面・台章面のそれぞれ残り部分をもって台安面を設置。
- 1970年6月10日 - 郡庁が水原市から烏山邑に移転。
- 1983年2月15日（1邑16面）[12]
  - 半月面の一部（月岩里・草坪里）が始興郡儀旺邑に編入。
  - 飛鳳面上箕里が峰潭面に編入。
- 1985年10月1日 - 台安面が台安邑に昇格。[13]（2邑15面）
- 1986年1月1日 - 半月面の一部（一里・二里・四里・本五里・八谷二里）を新設の安山市に編入。[14]（2邑15面）
- 1987年1月1日（2邑15面）[15]
  - 西新面漆谷里が松山面に編入。
  - 八灘面芝月里の一部が郷南面に編入し、その編入した区域をもって長朕里を設置。
  - 東灘面金谷里の一部が烏山邑に編入し、その編入した区域をもって金渓洞を設置。
  - 梅松面の一部（金谷里・好梅実里）が水原市に編入。
  - 楊甘面古念里が平沢郡青北面に編入。
- 1989年1月1日 - 烏山邑が烏山市に昇格・分離。[16]（1邑15面）
- 1994年12月26日（1邑14面）[17]
  - 半月面を廃止し、水原市勧善区・安山市・軍浦市に編入。
  - 台安邑の一部が水原市八達区に編入。
- 1995年4月20日 - 台安邑の一部が水原市八達区に編入。[18]（1邑14面）
- 1998年4月1日 - 峰潭面が峰潭邑に昇格。[19]（2邑13面）
- 2000年11月1日 - 郡庁が烏山市烏山洞から南陽面南陽里（現・南陽邑）に移転。[20]
- 2001年3月21日 - 華城郡が華城市に昇格による改編。（2邑12面1洞）[21]
  - 南陽面を南陽洞に改編。
  - 台安邑・東灘面・正南面を管理する東部出張所を設置[22]
- 2003年6月14日 - 雨汀面が雨汀邑に昇格。[23]（3邑11面1洞）
- 2006年1月2日 - 台安邑を廃止し、6つの行政洞を設置。[24]（2邑11面7洞）
- 2007年1月29日（3邑10面8洞）[25]
  - 郷南面が郷南邑に昇格。
  - 東灘面の一部（盤松洞、石隅洞）および行政洞の陳雁洞の一部（法定洞の陵洞の一部）をもって東灘洞を設置。
- 2008年3月3日 - 東灘洞が東灘1洞と東灘2洞に分割。（3邑10面9洞）[26]
- 2009年6月8日 - 東灘1洞の一部をもって東灘3洞を設置。（3邑10面10洞）[27]
- 2010年9月27日 - 住民登録人口が50万人を突破。
- 2014年10月20日 - 南陽洞が南陽邑に転換。[28]（4邑10面9洞）
- 2015年1月2日 - 東灘面の一部をもって東灘4洞を設置。（4邑10面10洞）
- 2016年1月 - 住民登録人口が60万人を突破。
- 2017年
  - 6月 - 住民登録人口が南楊州市を超えた。
  - 10月 - 住民登録人口が安山市を超えた。
- 2018年
  - 1月22日 （4邑9面13洞）
    - 南陽邑北側の埋立地をもってセソル洞を設置。
    - 東灘面・東灘4洞の一部をもって東灘5洞を設置。
    - 東灘面の残部および東灘4洞の一部をもって東灘6洞を設置。

  - 2月 - 住民登録人口が70万人を突破。
- 2019年
  - 7月1日 - 東灘6洞の一部をもって東灘7洞を設置。（4邑9面14洞）
  - 9月 - 華城市の住民登録人口が80万人を突破した。
  - 10月21日 - 東灘6洞の一部をもって東灘8洞を設置。（4邑9面15洞）
- 2020年
  - 3月 - 華城市の住民登録人口が富川市を超えた。
  - 7月24日 - 不合理な行政区域の調整の一環として、水原市霊通区の莘洞・網浦洞の各一部と華城市伴亭洞の一部を交換した。[29]
- 2024年6月24日 - 華城リチウム電池工場火災発生。中国人を中心とした23人の従業員が死亡した[30]。
- 2025年1月1日 - 特例市に指定[2]。

## 行政

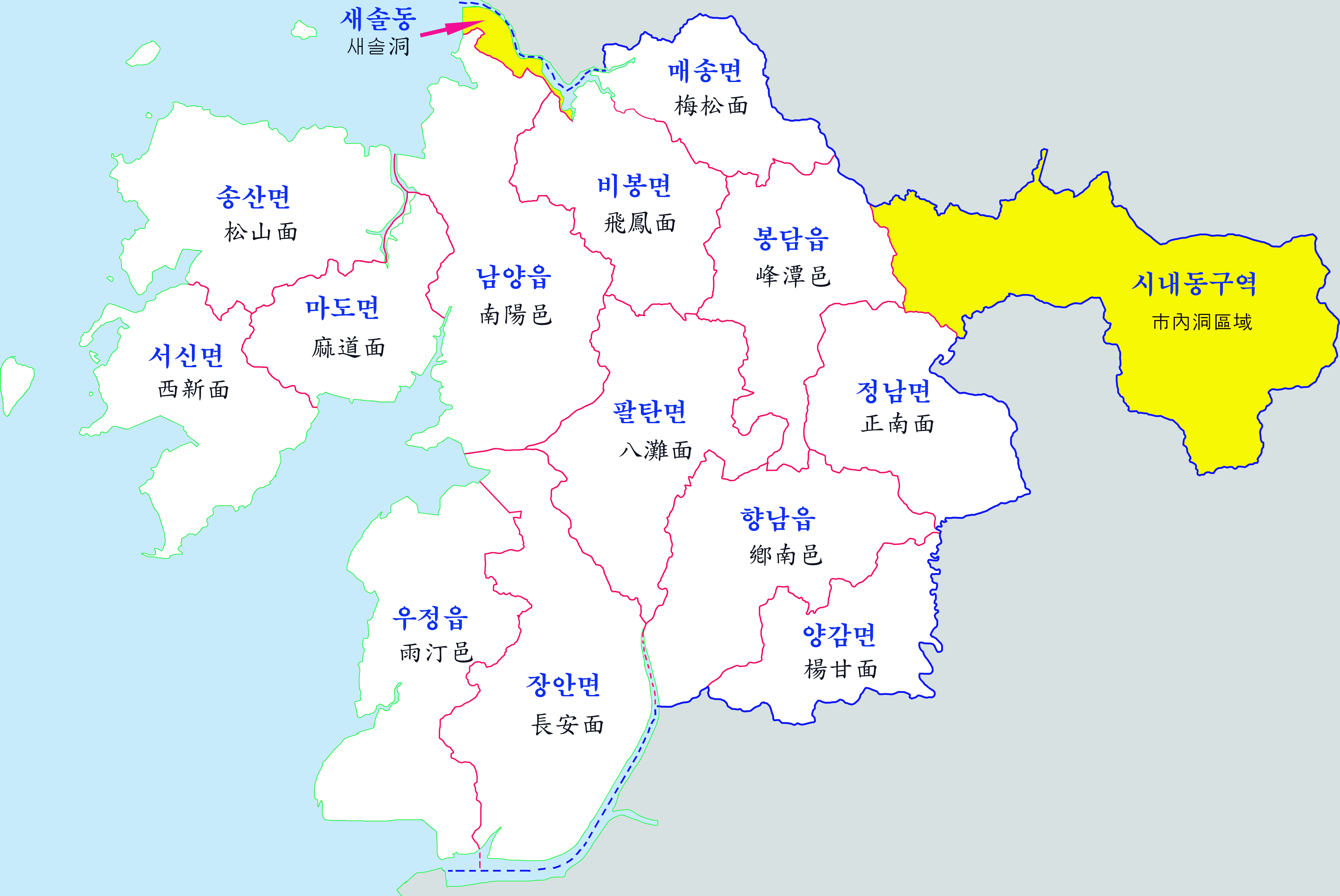
行政区域図

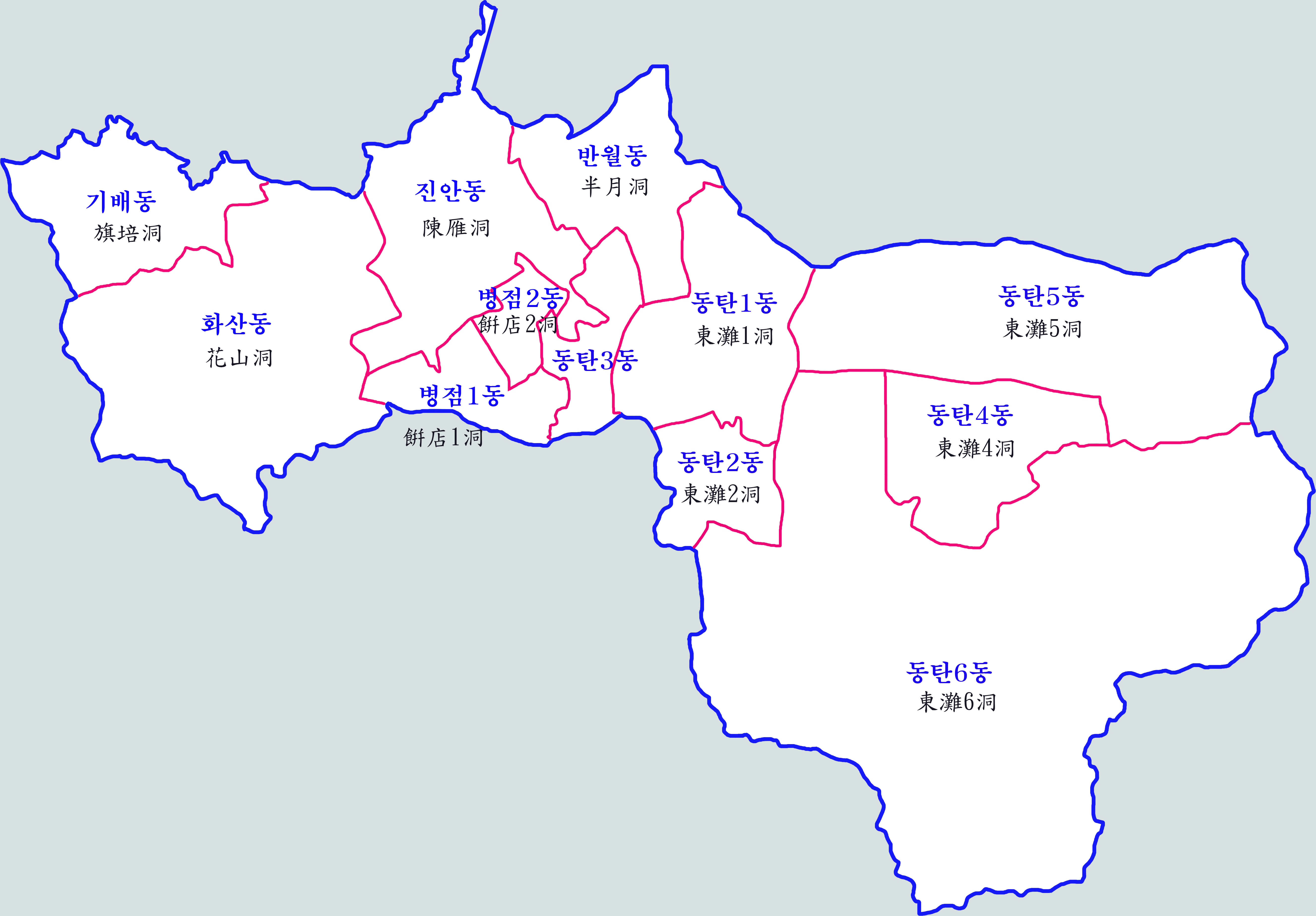
中心市街地の行政区域図

### 行政区域
| 行政洞・邑・面 | 法定洞・法定里 |
| -------------- | --- |
| 陳雁洞         | 陳雁洞、陵洞、機山洞、伴亭洞 |
| 餅店1洞        | 餅店洞 |
| 餅店2洞        | 餅店洞 |
| 半月洞         | 半月洞 |
| 旗培洞         | 培養洞、旗安洞 |
| 花山洞         | 黄鶏洞、松山洞、安寧洞 |
| 東灘1洞        | 半月洞、盤松洞、石隅洞 |
| 東灘2洞        | 盤松洞 |
| 東灘3洞        | 陵洞 |
| 東灘4洞        | 清渓洞 |
| 東灘5洞        | 英川洞、中洞 |
| 東灘6洞        | 梧山洞、防橋洞、金谷洞 |
| 東灘7洞        | 山尺洞、松洞 |
| 東灘8洞        | 長芝洞 |
| 東灘9洞        | 新洞、睦洞 |
| セソル洞       | セソル洞 |
| 峰潭邑         | 上里、内里、水営里、桐化里、臥牛里、水機里、汾川里、旺林里、細谷里、堂下里、馬霞里、柳里、徳里、徳佑里、下加等里、上箕里                                             |
| 雨汀邑         | 元安里、虎谷里、雲坪里、閑角里、覓祐里、花樹里、珠谷里、梨花里、石川里、梅香里、花山里、朝岩里、菊花里                                                               |
| 郷南邑         | 坪里、発安里、提岩里、上新里、球文川里、下吉里、禾里峴里、上斗里、白土里、吉成里、料里、水直里、葛川里、増巨里、松谷里、東梧里、官里、桃李里、杏亭里、防築里、長朕里 |
| 南陽邑         | 南陽里、新南里、長徳里、安石里、活草里、温石里、茂松里、北陽里、松林里、水花里、獐田里、新外里、文湖里、匙里、遠泉里                                                 |
| 梅松面         | 泉川里、院坪里、漁川里、粛谷里、野牧里、松羅里、院里 |
| 飛鳳面         | 両老里、南田里、柳浦里、三花里、鳩浦里、双鶴里、青蓼里、紫安里 |
| 八灘面         | 下楮里、昌谷里、箕川里、佳才里、旧場里、栗岩里、路下里、徳泉里、芝月里、徳右里、西斤里、月門里、花塘里、古州里、梅谷里、海倉里                                       |
| 正南面         | 鉢山里、掛嚢里、普通里、官項里、五逸里、栢里、文学里、新里、桂香里、帰来里、諸岐里、徳節里、陰陽里、望月里、水面里、内里、錦福里、古支里、龍水里                     |
| 麻道面         | 石橋里、斗谷里、松亭里、双松里、青園里、瑟項里、海門里、白谷里、錦堂里、古毛里                                                                                       |
| 松山面         | 沙江里、鳳歌里、三尊里、龍浦里、古井里、双井里、天灯里、新天里、禿旨里、馬山里、古浦里、芝花里、中松里、六一里、漆谷里                                               |
| 西新面         | 前谷里、尚安里、広坪里、墻外里、松橋里、済扶里、弘法里、仕串里、梅花里、龍頭里、宮坪里、百味里                                                                       |
| 長安面         | 漁隠里、石浦里、水村里、篤亭里、長安里、徳多里、沙浪里、錦衣里、沙谷里、芦真里                                                                                       |
| 楊甘面         | 新旺里、社倉里、旌門里、松山里、龍沼里、蓼塘里、大陽里 |

### 警察
- 華城東灘警察署（梧山洞にある）
- 華城西部警察署（南陽邑にある）

### 消防
- 華城消防署（郷南邑にある）

## 教育

### 大学
- 水原大学校
- 協成大学校
- 水原カトリック大学校

### 専門大学
- 水原科学大学
- 韓国農業専門大学

## 交通

### 鉄道

#### 現在営業中の路線
- 韓国鉄道公社（KORAIL）
  - 首都圏電鉄1号線（京釜線・餅店基地線）：餅店駅　
  - 水仁線：漁川駅 - 野牧駅
  - 西海線：西華城駅 - 華城市庁駅 - 郷南駅
- SR
  - 水西平沢高速線（SRT）：東灘駅
- GTX-A運営
  - 首都圏広域急行鉄道A路線：東灘駅

餅店駅までソウル駅より約70分、東灘駅まで水西駅より15分。上記の他、餅店基地線の西東灘駅も市域に隣接している。

### バス
市域が広く、確固とした市外バスターミナルもない。
- 空港バス
  - 仁川国際空港から、東灘行き（水原大学・餅店経由）がある他、平沢行きが郷南を経由する。
- 一般バス
  - 東灘方面へは、ソウル駅・江南駅からの広域バスが多数運行。
  - 済扶島入口へは、衿井駅・半月駅または水原駅から、飛鳳面・南陽洞を経由する便が多く運行。
  - 水原大学(隆陵・健陵)方面へは、水原駅などから運行。
  - 郷南方面へは、水原駅などから運行。

### 高速道路
- 京釜高速道路(1号線)
  - 新器興インターチェンジ
- 西海岸高速道路(15号線)
  - 発安インターチェンジ - 華城サービスエリア - 飛鳳インターチェンジ - 梅松インターチェンジ
- 平沢-華城高速道路(17号線)
  - 峰潭インターチェンジ - 正南インターチェンジ
- 首都圏第二循環高速道路(400号線)
  - 峰潭インターチェンジ - 正南インターチェンジ - (この間烏山市) - 東灘ジャンクション

### 国道
- 国道1号
- 国道39号線 (韓国)
- 国道43号線 (韓国)（朝鮮語版）
- 国道77号
- 国道82号

## 経済
市内にはサムスン電子が半導体工場を、現代自動車が研究所をそれぞれ置くなど先端産業の拠点が多数存在する。しかしながら2024年にはリチウム電池工場で火災が発生し23人が死亡する出来事も起きた。

## 観光
- 済扶島(西新面)：干潮時のみ地続きとなる「海割れ」が起こる。海割れの時間は華城市ホームページで確認可能。
- 隆陵・健陵(松山洞)：世界遺産・朝鮮王陵に含まれる。

市内北西部の新外洞にユニバーサル・スタジオ・コリアが建設予定であったが、2017年に計画が取り消された。

## スポーツ
郷南邑に華城総合運動場および華城室内体育館が所在する。サッカーでは2013年に設立され、2025年にKリーグに入会した華城FCが縁故地（ホームタウン）としている。また、韓国代表の試合で華城総合運動場が使用されることもある。
バレーボールは2011年設立のVリーグ女子・IBK企業銀行アルトスが華城室内体育館を本拠地として活動している。

## 外部サイト
- 華城市庁公式サイト （日本語）